# Dracontium peruvianum
Dracontium peruvianum är en kallaväxtart som beskrevs av Guang Hua Zhu och Thomas Bernard Croat. Dracontium peruvianum ingår i släktet Dracontium och familjen kallaväxter. Inga underarter finns listade.